# Podmaniczky-díj
A Podmaniczky-díjat a város- és faluvédők szövetsége, a Hungaria Nostra adományozza 1982 óta mindazon magánszemélyeknek és közösségeknek, akik a legtöbbet tették épített és természeti környezetünk, kulturális örökségünk értékeinek megismertetése, védelme érdekében.

## Leírása
A Podmaniczky-érem Kő Pál szobrászművész alkotása. A bronzplakett előlapján Podmaniczky Frigyes báró látható, hátoldalán városvédő Pallasz Athéné.

## Díjazottak

### 2022
Az átadás helyszíne: Kiskunhalas
- Branczik Márta, a Budapesti Történeti Múzeum Kiscelli Múzeumában az Építészeti Gyűjtemény vezető muzeológusa
- Herrer-Y M. Caesar, Ybl-díjas építész, Szigetmonostor
- L. Péterfi Csaba, Gödöllői Értékvédő Közhasznú Egyesület megálmodója, alapító tagja
- Kisújszállás Város Önkormányzata
- Kocsis István, a Ceglédi Városvédő és Szépítő Egyesület tagja, 2014 óta vezetője.
- Nyul Imre, ny. pedagógus, helytörténeti kutató, Debrecen kertségeit kutatja.
- Somogyi Józsefné, Békéscsabai Városvédő és Városszépítő Egyesület alelnöke.
- Tám László, a Pécsi Városszépítő és Városvédő Egyesület vezetőségi tagja, fotóművész.
- Vincze Miklós, a 24.hu újságírója.
- Vinczéné Balogh Magdolna, a Martfűi Városszépítő Egyesület vezetője és alapító tagja.

### 2019
Az átadás helyszíne: Debrecen
- Balogh László helytörténeti kutató. Régóta kutatja, dokumentálja a közlekedési emlékeket. Feldolgozta Debrecen régi és jelenlegi utcaneveit. Munkája felhasználásával készült el a város hivatalos utcanév katasztere.
- Békássy Csaba, a [[[Budapesti Városvédő Egyesület]] közlekedési csoportjának vezetője
- Bődi Lívia, a Szombathelyi Szépítő Egyesület elnöke, a Város-és Faluvédők Szövetsége választmányi tagja
- Hernyák László műemléki felügyelő
- Kazinczky Gyula építész, 2006 és 2016 között a vésztői Pallasz Athéné Városvédő Egyesület elnöke
- Kertész Károly nyugalmazott könyvtárigazgató, az 1983-ban alakult Tapolcai Városszépítő Egyesület alapító- és vezetőségi tagja.
- Dr. Kéri Gáspár főorvos, az Érmellék Turisztikai Társaság elnöke fogász, szájsebész főorvos
- Nagy Attila építész, a budapesti Wekerle Társaskör Egyesület Építész Klubjának meghatározó alakja.
- Nagy Lajos a Kisújszállási Városvédő és -Szépítő Egyesület alelnöke, 2003-ban lépett be a Városvédő és -Szépítő Egyesületbe, melynek 2004-től folyamatosan alelnöke.
- Dr. Ostorharics-Horváth György főorvos
- Puha Titusz évtizedek óta aktívan dolgozik építészeti örökségünk értékeinek dokumentálása, megismertetése érdekében.
- Reiner Ferencné, a Debreceni Városvédő és -szépítő Egyesület segítője
- Veöreös András építész, műemlékvédelmi szakmérnök

### 2018
Az átadás helyszíne: Szombathely
- Bálint Imre alkalmazott matematikus
- Beöthy Mária építész
- Diósi Pál életműdíjas épületszobrász-restaurátor
- Hidvégi Violetta levéltáros
- Horváth Péter helytörténeti kutató, az eltűnő debreceni cívis házak feltérképezésében, emlékük megőrzésében végez kutató és értékmentő tevékenységet
- Józsa Tamás építész, tanár
- Kerecsényi Zoltán pápai városvédő
- Méray-Horváth Mercédesz családtörténet kutató, Gödöllő
- Dr. Ónody Magdolna miskolci helytörténeti kutató
- Pintér Gábor okleveles táj – és kertépítészmérnök, Szombathely
- Rayman János vegyészmérnök, pécsi helytörténeti kutató
- Vas Tibor építész
- Dr. Vándor András statikus tervező
- Villányi Péter etnográfus
- Viola Norbert kertészmérnök, Sümeg
- Winkler Barnabás DLA, építészmérnök
- Forma Zrt. építészeti műhely – építészet, belsőépítészet

### 2017
Az átadás helyszíne: Gyöngyös
- Elblinger Ferenc szekszárdi középiskolai tanár, Tolna megye természeti örökségének népszerűsítője.
- Horváth Zoltán György a Romanika Könyvkiadó alapítója, ami a Kárpát-medence építészetének és az épített örökségéhez kapcsolódó művészeti alkotásainak bemutatója.
- Verrasztó Gábor helytörténész Budai históriák sorozatáért, melynek kilenc kötetében 300 budai épület történetét dolgozta fel.
- Bán István a rimaszombati rendőrkapitányság dolgozója, népi emlékek gyűjtője, régi templomok bemutatója.
- Harkányiné dr. Székely Zsuzsanna több mint egy évtizede kutatja és dokumentálja a magyarországi legnagyobb épített műtárgy, a római-szarmata kori építményt, a Csörsz-árkát.
- Eleőd Ákos Ybl Miklós-díjas építész kiemelkedően sikeres tervezői életmű és komplex, filozofikus gondolkodásmód egyaránt jellemez. A magas szakmai színvonalú életmű méltó elismerése mellett külön kiemelést érdemel Balassagyarmaton végzett munkája.
- Dr. Buzna Margit építészmérnök, városépítés-városgazdasági szakmérnök, műszaki doktor, elkötelezett híve a városi környezetnek a szakemberek és a civilek közös gondolkodásán alapuló városfejlesztésnek.
- Kmetykó János építész, a Békés Megyei Építész Kamara alelnöke, négy évtizede foglalkozik Békéscsaba, Békés megye épített örökségének kutatásával, helyreállításával, az épített környezet védelmével.
- Zsemberi István építész, Kisújszállás főépítésze a Városháza épületének műemlékké nyilvánításában játszott szerepéért, a városszabályozási tervekben érvényesített örökségvédelmi szempontokért, és azért a munkásságáért, melynek révén Kisújszállás 2016-ban Hild János-díjas település lett.
- Kis Béla építész, műemlékvédelmi szakmérnök, a Békéscsabai Városvédő és Városszépítő Egyesület elnökségi tagja, aki az elmúlt negyed században közel száz paraszti, és polgári épület helyreállításának szakmai irányításában vett részt.
- Kummer István jelentős munkát végzett vasúti épületek műemlékként való elfogadtatásában a műemlékvédelmi szakemberekkel, és ezzel a műemléki védettség kiszélesítésében a jelentős építészeti, vasúttörténeti értéket képviselő vasúti épületek vonatkozásában is.
- Nyári József kőfaragó Tapolca és környéke valamennyi útszéli keresztjét felújította, a város köztéri szobrainak alapzatát elkészítette, és számos emléktábla is a keze nyomát viseli – mindezt önkéntes munkaként, sem anyagköltséget, sem munkadíjat nem fogadott el.
- Kapás Attila nógrádi plébános, sokat tesz a gyerekek neveléséért, az idősek gondozásáért, közben régi épületeket ment meg az enyészettől.
- Rónai Károly vezető építésztervező, a Szombathelyi Szépítő Egyesület tagja. Rónai Károly munkái Szombathely és Vas megye 20. századi építészeti örökségének értékes elemei.
- Kovács Imréné, a Debreceni Városvédő és –szépítő Egyesület tagja, aki óriási részt vállal az egyesület napi feladataiból, rendkívül jó szervezői és vezetési képességével magával tudja ragadni a tagokat is.
- Nagy Gergely építész műemlékes tervezői, tanári és publikációs tevékenységéért, s legfőképpen a magyarországi épített örökség védelméért dolgozó civil szervezetekben, különösen az ICOMOS Magyar Nemzeti Bizottsága élén több ciklusán át végzett kiemelkedő tevékenységéért

### 2016
Az átadás helyszíne: Várpalota
- Agg Ferenc építészmérnök egyedi műemléki helyreállítások tervezése és irányítása, a zalaegerszegi helyi védelmi rendelet kialakítása fűződik nevéhez.
- Fodor Gusztáv pedagógus, lelkész a Nagydobronyi Református Líceum volt tanára, kárpátaljai egyházközségek lelkésze, a tiszaszentimrei téglamúzeum létrehozója, a tiszaderzsi felújított lelkészlakban bibliamúzeumot hozott létre. Helyi közösségekben a régi értékek megbecsülésére hívja fel a figyelmet.
- Garay Klára biológiatanár, blogger, a BVE környezetvédelmi csoportjának megújítója, a Városliget fáinak élő lelkiismerete, a X. kerületi Kis Pongrác lakótelep parkrehabilitációjának közreműködője.
- Dr. Géczy Nóra építészettörténész, Sopronfaépületei történetének kutatója, az erről szóló könyv szerzője.
- Hegyes Ferenc építészmérnök, a Kecskeméti Városszépítő Egyesület tagja, alelnöke, a helyi építész szakmát együttgondolkodásával, tanácsaival segíti, a településrendezési tervek kidolgozásának segítője.
- Iványi János statikus mérnök évtizedek óta statikusként és újpesti lokálpatriótaként az építészeti értékek elkötelezett védelmezője.
- Jeney Attila 1973-tól él Budapesten az V. kerület Papnövelde utca 2.-ben, nagyapjától és édesapjától örökölte az érdeklődést a Ráth-ház, Pest legendás Arany Oroszlán patikájának is otthont adó épületének története iránt
- Karácsonyi György a Debreceni Városvédő és –szépítő Egyesület elnöke a műemlékek, a helyi védettségű épületek állapotának figyelője, az azokról szóló információk közreadója.
- Kovács Zoltán idegenforgalmi szakember a bugaci ménes és az őshonos magyar állatfajták bemutatója, igyekszik eredeti módon megőrizni a hagyományos pásztorépítményeket, a bugaci pásztorélet tárgyi emlékeit.
- Kósa Pál történelem-földrajz-filozófia szakos tanár, a Várak, kastélyok, templomok című magazin alapító szerkesztője, a Várak, kastélyok, legendák című multimédiás CD-ROM alkotó-szerkesztője.
- Molnár József tüzikovács, népi iparművész, a Népművészet mestere, a debreceni Művészeti és Kézműves Szakiskola oktatója, több műemléki épület felújításának szakszerű résztvevője.
- Molnár Sándor Vésztő polgármestere, a település épített és természeti környezetének védője, megőrzője, a Vésztői Tájház létrehozója, a helyi Városháza műemléki környezetének rendezésének, felújításának kezdeményezője.

### 2015
Az átadás helyszíne: Vésztő
- Biacsi Karolina szabadkai okleveles kőszobrász restaurátor számos jelentős hazai és külföldi publikáció szerzője, az „Értékmentés a déli végeken” című kötet írója.
- Csordás Lajos újságíró Népszabadságban megjelent műemléki– építészeti- helytörténeti elemzési, írásai az épített örökség védelmének legjobb „propagandája”.
- Dr. Horváth Péterné a Budapesti Városvédő Egyesület várostörténeti csoportjának tagjaként a főváros építészeti értékeinek bemutatására rendszeresen vezet sétákat, városszeretete, önzetlen munkája példamutató valamennyi városvédő és városlakó számára.
- Mészáros Zsuzsanna vizuális és környezetkultúra tanár, múzeumpedagógus, művészeti vezetője a békéscsabai Munkácsy Mihály Emlékháznak. Kimagasló felkészültsége, aktív és kiváló szervezőmunkája révén az emlékház, és az ott folyó munka országszerte ismertté vált.
- Óvári Zsuzsa tanárnő a lábatlani városvédő táborok szervezője.
- Pataky Emőke építészmérnök, műemlékvédelmi szakmérnök a Kulturális Örökségvédelmi Hivatal debreceni irodájának műemléki felügyelője, számos kiállítás szervezője, melyeken a megye paraszti építészetét mutatta be.
- Hortobágy Malom Kft. Debrecen. Az ipartörténeti műemlék malom – ma: szálloda – tulajdonos-üzemeltetői a felújításért kapták az elismerést.
- Petrovics László tanár, a Várpalotai Városszépítő és Védő Egyesület elnöke több évtizedes munkával az ifjúság körében helytörténeti ismeretek, sport és szabadidős tevékenység, valamint vetélkedők szervezésével foglalkozott. Számos publikációja jelent meg a bányászok életével, hagyományaival, szervezeteivel kapcsolatban.
- Schrick István Rácalmás polgármestere. Az ófalu rehabilitációjáért, azon belül több épület felújításáért és azok új funkcióban való továbbüzemeltetéséért.
- Simon Beatrix építészmérnök, a Mosonszentmiklósi Faluvédő Egyesület elnöke, a település művi értékvédelméhez jelentősen hozzájárult több régi, védettség alatt álló helyi épület felmérésével és felújításának megtervezésével.
- Szlávik Jánosné a Gödöllői Királyi Kastély Barátai Egyesületének vezetője a barokk építészet gödöllői reprezentánsának a lakosság széles körében történő megszerettetéséért, a helyi civil kötődés és az értékmentő egyesületek közötti kapcsolatépítés elmélyítéséért.
- Tatár Zoltán építész a Kisújszállási Városvédő-és Szépítő Egyesület elnöke, szakértelmével – mint a Városgazdálkodási Vállalat igazgatója – korábban is segítette az egyesület munkáját.
- Tőry Klára fotótörténész a Budapesti Városvédő Egyesület II. kerületi csoportjának alapító tagja, szisztematikus megőrzője Törökvész városrész műemléki és helyi védelem alatt álló épületeinek, szobrainak, domborműveinek, emlékköveinek, emléktábláinak, a II. kerület védett növényeinek.
- Fortepan, Gál László, Péter Gábor és Simon Gyula a Fortepan honlapjának szerkesztői. A Fortepan képgyűjtemény számos önkéntes segítője közül a háttérben dolgozó szerkesztőknek a munkáját ismerik el a civil örökségvédők a díjjal.

### 2014
Az átadás helyszíne: Mezőkövesd
- Lantos Antal A XVI. kerületben harminc éve foglalkozik a városrészek történetével, számos kutatás kezdeményezője, kiadvány írója, szerkesztője, személyes harcának köszönhető, hogy méltó helyet kapott a kerület helytörténeti gyűjteménye.
- Nagy Gábor építész, műemlékvédelmi felügyelő szakmai igyekezetével próbálja összetartani és továbbképezni a műemlékvédelemmel foglalkozó szakembereket, rendszeresen publikált műemlékes szakmai lapokban.
- Szmodits Júlia építész, az Ybl Egyesület alapító-vezetője, az Ybl bicentenárium rendezvénysorozat főszervezője Ybl Miklós emléke megőrzéséért, munkássága bemutatásáért.
- Varga Károlyné a Tapolcai Városszépítő Egyesület ifjúsági tagozatának vezetője. Rendszeres táborszervező, a fiatalok oktatásának, tájékoztatásának, szemléletformálásának munkása.
- Arrabona Városvédő Egyesület, Győr. A város építészeti örökségének fennmaradásáért végzett munkájukért, a Széchenyi tér építéstörténetének kutatásáért, Győr civil lakosságának megmozgatásáért.
- Perczel Anna építész a pesti zsidónegyed felméréséért, a negyed értékeiről készült tanulmányért, és általában a városrészért végzett munkájáért.
- Grünberger Tamás budapesti csillárkészítő, az iparág művészeként számos műemlék és műemlékjellegű épület belső világításának elkészítéséért, adományaiért.
- Larix-Co. Bt. az újszilvási vállalkozás egyedi épületasztalos szerkezetek elkészítéséért, elsősorban nyílászáróiért kapta az elismerést.
- Dr. Boda Anikó gödöllői festőművész a város kulturális közéletének jelentős szereplője, számos helytörténeti háttérkutatás elvégzője, a máriabesnyői Arady-villa tulajdonosa és igényes felújíttatója.
- Dr. Szabó József mezőgazdasági gépészmérnök (Gödöllő), a magyarországi mezőgazdasági gépgyártás történeti kutatásának egyik kiemelkedő alakja. A múlt agrár-technikatörténeti értékeinek megmentéséért kifejtett több évtizedes elhívatott, példamutató munkájáért.
- Balatoni Múzeum Keszthely nagy hangsúlyt fektet a kutatási munkákra és a gyűjtemények folyamatos fejlesztésére, múzeumpedagógiai programjában óvodás kortól a középiskoláig bezáróan megismerteti a Balaton természeti kincseivel és a környék kulturális örökségeivel a gyerekeket.
- Sárospataki Református Kollégium Tudományos Gyűjteményei és Kovács Ágnes a Sárospataki Református Kollégium főépítésze (megosztott díj) Kovács Ágnes vezetésével végzett példamutató rekonstrukciós munkáért, melynek során felújították a kollégium nagykönyvtárának dísztermét.

### 2013
Az átadás helyszíne: Nyíregyháza
- Bukodiné Sólyom Ilona rajz- és művészettanár, a Kazincbarcikai Városszépítő Egyesület vezetőségi tagja, az ifjúság körében végzett felvilágosító és oktatómunkájáért.
- Csík Edina építész, Budaörs város főépítésze, szabályozási és rendezési tervekben kiemelt figyelmet fordított a helyi értékekre, kidolgozta a település védelmi rendeletét, közreműködött az építészeti értékek védelmére szánt támogatások odaítélésében.
- Györfi Sándor szobrászművész, a Karcagi Nagykun Városvédő és Városszépítő Egyesület alapító tagja, a város hagyományápoló, értékőrző és értékteremtő programjainak szervezője.
- Krizbai Attiláné (Lőrincz Róza) pedagógus Betlen (Románia) tanítványainak, gyermekeknek az ösztönzésében, táboroztatásában – ezek szervezésében -, lakóhelyén városvédő napok szervezésében, hagyományőrző, értéktemető munka végzésében kiemelkedő.
- Nagy Bálint építész, a Budapesti Építész Kamara FUGA Építészeti Központjának programigazgatója. Közösségszervező munkáját az építészettel és társművészeteivel kapcsolatos kiállítások és rendezvények szervezésével kezdte, jelenleg az építész-szakma és a városvédő munka iránt érdeklődő civilek egymásra találásának elősegítője.
- Pádár Vilma magánszemélyként, mecénásként támogatja kisközségek temetőiben található sírok, emlékművek helyreállítását, kiadványok megjelentetését.
- Rozovits Ferenc vadgazdálkodási szakmérnök Piliscsaba-Klotildliget  Községszépítő és Természetvédő Közhasznú Egyesület alapító tagja, sokoldalúan nyújt hasznos segítséget egyesületének, közreműködött a helyi természetvédelmi és környezetvédelmi rendelet megalkotásában.
- Sándor Tamás vállalkozó (Farkaslaka) rendszeres támogatója a Város- és Faluvédők Szövetsége erdélyi táborainak.
- Sárközi Zoltán gépészmérnök, vállalkozó (Nagyvárad) a Bihar Megyei Műemlékvédő Alapítványban fontos szerepet töltött be, számos műemléki jellegű épületet mentett meg a bontástól, a nagyváradi köztemető kulturális felmérésének kezdeményezője.
- Stróber László esperes, a zalaegerszegi Mária Magdolna római katolikus templom plébánosa. A templom apránkénti felújításában játszott szakértő munkájáért.
- Surányi András könyvművész, a Terézvárosi Művelődési Közalapítvány Kuratóriumának elnöke, számos – elsősorban terézvárosi – kiadvány megjelentésének támogatója, a Budapesti Városvédő Egyesület epreskerti programjainak rendezője.
- Takács József gépészmérnök (Debrecen), a magyarországi órásipar és toronyóra kutatás legjelentősebb alakja, a Debrecen-Nyíregyházi Római Katolikus Egyházmegye Könyv- és Levéltára megszervezője és vezetője.
- Debreceni Városvédő és Szépítő Egyesület harminc éves működéséért.
- Narva Kft. a Városligeti Műjégpálya és korcsolyacsarnok épülete díszmű-bádogos munkáit kiemelkedő szakértelemmel állította helyre.
- Reneszánsz Zrt. (Budapest) utóbbi időben végzett munkái közül a Margit híd felújításáért és az Országház épületének kőcserélési munkájukért.

### 2012
Az átadás helyszíne: Kecskemét
- Balázs Gusztáv a Bagi Helytörténeti Baráti Társulás elnöke Lázár Lajos 48-as tüzér főhadnagy emlékének, sírjának gondozásáért, az 1950-es évektől a településről készített fotósorozatáért, Bag közéletében betöltött szerepéért.
- Dr. Ducza Lajos főiskolai docens a Kisújszállási Városvédő és -Szépítő Egyesület tiszteletbeli elnöke, a Helytörténeti füzetek és a Nagykun kalendárium kiadásáért.
- Farkas József középiskolai tanár és művelődés-szervező, újságíró, három évtizedes értékmentő, mozgósító publicisztikai tevékenységéért, az apostagi zsinagóga megmentésének kezdeményezéséért.
- Fehér József irodalomtörténész a Kazniczy Ferenc Társaság elnöke, a Kazinczy Ferenc Múzeum igazgatója, hagyományápoló és őrző tevékenységéért.
- Dr. Jancsó Árpád temesvári építőmérnök szülővárosa helytörténeti kutatója
- Dr. Kriston Vízi József etnográfus, múzeumi kultúraközvetítő a Dombóvári Városszépítő és Városvédő Közhasznú Egyesület helytörténeti múzeumának vezetője, Horvay János kutatója, Dombóvár és környéke épített örökségét dokumentáló és közreadó munka szervezőjeése és irányítója.
- Kiss Imre a Magyar Kereskedelmi és Vendéglátóipari Múzeum igazgatója, aki a múzeumot kétszer költöztette el, és a kijelölt épületeket szakszerűen és óvatosan alakíttatta át az új funkciónak megfelelően.
- Lics László Budapest XXII. kerülete épített örökségének és értékeinek védelméért.
- Marosi Miklós építész negyven éves középülettervező munkásságáért, a Erzsébet körúton a Grand Hotel Royal felújításáért és a Dohány utcai Hotel Soho és a Nefelejcs utcai Royal Park Hotel tervezéséért.
- Meskál Tibor a Grand Hotel Royal Éttermesek Társasága Egyesületi Klubja alapítója, elnöke szállodaigazgató.
- Dr. Molnár József az alsópetényi Prónay-kastély tulajdonosa kiemelkedően sokat tett annak érdekében, hogy a kastély, a parkban lévő kiskastély, valamint  az épület körüli park újra régi szépségében pompázzon.
- Papp József helytörténeti kutató, Debrecen, az általa végzett helytörténeti kutatások, azok eredményeinek szélesebb körű megismertetése a helyi kulturális örökség megvédéséhez, megtartásához nagymértékben hozzájárult.
- Polyák Péter a Kecskeméti Városgazdálkodási Vállalat nyugalmazott igazgatója, a Kecskeméti Városszépítő Egyesület elnökségi tagja (2006-ig) és 16 évig titkára, az egyesület munkájának megújítója, életben tartója.
- Rajki Diána a Build-Communikation Kft. tulajdonosa a Várépítő pályázat életre hívója, a pályázati rendszer életben tartója volt a konjunktúra visszaesésekor is.
- Roboz Judit a Budapesti Városvédő Egyesület II. kerületi csoportjának vezetője, az Andrássy út kandelábereinek felújítása kapcsán kifejtett jelentős szervezőmunkájáért.
- Szarka Elemér a Komlói Honismereti és Városszépítő Egyesület elnökeként településfejlesztésben, hagyományőrzésben, értékmentésben és értékteremtésben valamint városszépítésben kifejtett tevékenységéért.
- Dr. Zsíray Ferenc a Tapolcai Városvédő Egyesület elnöke, az egyesület alapító tagja, a Virágos Városért mozgalom kezdeményezője, számos kiadvány szerkesztője.

### 2011
Az átadás helyszíne: Budaörs
- Bujdosó Károly gyulai erdész-technikus, lelkes lokálpatrióta és természetbarát, a Város-és Faluvédők Szövetségének táborszervezője.
- Dolányi Sándor a Gödöllői Városvédő Egyesület alelnöke, eredményesen mozgósítja a településen élő fiatalokat és az időseket is a környezet szépítésére, a lakóhely értékeinek megismerésére, nevéhez fűződik a "Virágos Gödöllőért" mozgalom.
- Kacskovics Fruzsina építészmérnök, a nádasdladányi Nádasdy-kastély 2008-2011 között lezajlott rekonstrukciójának megvalósulása érdekében kifejtett munkájáért, a Nádasdy-kastély homlokzatának helyreállításáért.
- Mórócz  Sándor cipész, molnár, mohácsi helytörténeti kutató széleskörű gyűjtőmunkájáért és eredményeinek önzetlen megosztásáért.
- Paszternák István régész-történész, a Borsod-Abaúj-Zemplén megyei Kulturális Örökségvédelmi iroda vezetője, aki munkáját messze a kötelességén túl végzi.
- Rácz Zoltán debreceni építész, a Debreceni Városvédő Egyesület tagja, aki építész tervezőként, helytörténeti, műemlékvédelmi szakíróként, kiállítások szervezőjeként régóta elismert alakja a város és az ország örökségvédelmi életének.
- Szabó Kornél iparművész vésnök-és kőfaragó mester országszerte számtalan emléktábla viseli keze nyomát, mely táblák a szakma legmagasabb fokát képviselik, egytől egyig művészi munkák.
- Tarnóczky Attila nagykanizsai nyugdíjas pedagógus, helytörténeti tájékoztató táblák ötletgazdája és szervezője, 2003-tól folyamatosan internetes adatbázis létrehozása Nagykanizsa helytörténeti nevezetességeiről.[2]
- Vajda Márta a Tiszaalpári Faluvédő és- Szépítő Egyesület elnöke, különösen a természeti értékek védelme, a település szépítése, parkosítása az egyesület erőssége.
- Vajk Éva textilművész, restaurátor, az óbudai Textil- és Textilruházati Ipartörténeti Múzeum igazgatója kivételesen intenzív munkával tartja fenn a múzeum látogathatóságát és változatos programjait.
- Biatorbágy Kultúrájáért Alapítvány a Szent Vendel-kápolna felújításáért végzett szervezőmunkáért.
- Vas Megyei Levéltár munkatársai azért a példaértékű kutató és feldolgozó munkáért, amit Szombathely helyi védelem alatt álló építészeti értékeinek levéltárban őrzött anyagának feldolgozásért, digitalizálásáért és közzétételéért végeztek.

### 2010
Az átadás helyszíne: Jászberény
- Szántai Lajos öntészeti szakértő, aki többek között a harangöntők nevének megismertetését tűzte ki célul, a harangok mellett maga öntötte bronztáblán teszi közzé kutatómunkája eredményét.
- Békési Imre a hazai vendéglátás és idegenforgalom egyik jeles és közismert alakjaként több mint két évtizede foglalkozik a XXII. kerület és ezen belül is kiemelten Budafok borászati múltjából megmaradt épületek megmentésével és modern kori hasznosítási lehetőségeivel.
- Szemerédi László, saját tulajdonának, a Sopron belvárosában az Új utca 18. sz. alatti műemlékháznak a felújításáért.
- Dr. Haszan Haszanov, az Azerbajdzsáni Köztársaság magyarországi nagykövete, aki a VI. Eötvös utca 14. szám alatti nagykövetségi épületet felújíttatta, s az épületen emléktáblátt állíttatott Podmaniczky Frigyesnek.
- Dr. Budai István a Balassagyarmati Börtön- és Fegyház parancsnokaként nagyon sokat tett annak érdekében, hogy az 1842-45. között épült klasszicista volt vármegyebörtön műemléképületének kápolnája megújuljon.
- Mazen Al-Ramahi tulajdonos, Vékony Péter építész, Bor Ferenc művészettörténész a VII. Dohány utca 44. alatti volt Hungária fürdő romos állapotban megmaradt utcai frontja helyreállításáért.
- Deák-Varga Dénes Nagykanizsa főépítészeként rendkívül sokat tett és tesz a helyi értéket képviselő épületek megmentéséért és megőrzéséért.
- Dévényi Tamás okleveles építészmérnökként mindig értő módon nyúl Budapest építészettörténeti örökségéhez és 12 éve oktatja ugyanerre az egyetemi szinten az ifjúságot. Kiemelkedő munkája a Rác gyógyfürdő felújítási tervezése.
- Bartal és Rabb Kft. a kimagasló szakértelmű csapatot felmutató pécsi székhelyű tervezőiroda munkatársai tervezőként, statikus szakértőként, műszaki ellenőrként, lebonyolítóként és felelős műszaki vezetőként az utóbbi években közreműködtek közel húsz egyházi műemlék megmentésében.
- Bilonka István bádogos mester Pécs elővárosában Vasason dolgozik, ott él, ott van műhelye. Keze nyomát országszerte számtalan templom tornyának fedése dicséri
- Szigetmonostori Faluszépészeti Egylet, mely kizárólag önkéntes munkával komoly értékmegőrző tevékenységet folytató civil szervezet. A szigetmonostori régi katolikus temető és Kálváriadomb felújításának kezdeményezői.
- Dr. Fülöp István az 1984-ben  alakult Gödöllői Városvédő Egyesület alapító tagja, ma az egyesület elnöke, aki szülővárosában 26 éve végzi a helyi, valamint évtizede már a szövetség választott tisztségviselőjeként is a mozgalom országos értékmentő feladatait.
- Szalai Árpád a Rácalmási Városvédő és Szépítő Egyesület elnöke. Igazi lokálpatrióta, aki fáradhatatlanul és eredményesen dolgozik települése közösségéért.
- Vándor Éva 13 éve végez önkéntes munkát a Budapesti Városvédő Egyesületben. Újraszervezte a Környezetvédelmi Csoportot, melynek a vezetője.
- Törökszentmiklósi Városvédő és Szépítő Egyesület fontos munkát végeztek a település 1848/49-es szabadságharcbeli szerepét bemutató helyek, emlékek ápolásában, rendben tartásában, felújításában.
- Ács Gábor rádiós riporterként hetente jelentkezik az éterben és célratörő helyszíni riportjaival igyekszik a lakosságot a főváros tisztán tartásáért folytatott küzdelemben való részvételre buzdítani.

### 2009
Az átadás helyszíne: Rácalmás
- Fancsik József az 1971-ben alakult Kazincbarcikai Városszépítő Egyesület alapító tagja, elnöke negyven éves munkásságáért.
- Árki Sándorné Kápolnási Magdolna a Budapesti Városvédő Egyesület pesterzsébeti csoportjának vezetőjeként végzett igen eredményes munkájáért.
- Pató István az Acsához közeli Csővár romjainak megközelíthetősége neki köszönhető, több mint 600 munkaórával egyedül tisztította meg a romok körzetét.
- Molnár László Páka polgármestere, a Páka Értékeiért Egyesület alapító tagja, alelnöke, a község helytörténeti monográfiájának szerzője, helyi értékek kutatója és védője.
- Pósvári Gábor és Ildikó a balatonarácsi Gombás-kúria megmentői, helyreállítói.
- Gerle János építészmérnök, az Országépítő folyóirat és a Holnap Kiadó szerkesztőjeként a hazai épített örökség szakirodalmának gyarapítója, szakértőként a magyarországi városok épített környezetének egyik alakítója és védője.
- Király József a Kecskeméti Városvédő Egyesület tagja, elnöke a helyi városvédő mozgalom újjáélesztője, a Rákóczi úti fasor és a Rudolf laktanya megmentője.
- Várkonyi család (László és Lászlóné) a pusztaradványi Pallavicini-kastély kastély és parkjának megmentője, romjaiból való újjáépítője.
- Rácz Fodor Mihály a Kiskunhalasi Városvédő és Városszépítő Egyesület elnöke, a Halasi Szoborpark megteremtője, az országzászló megújítója.
- König és Wagner Építészek Kft. (König Tamás, Wagner Péter építészek) helyreállítási munkák: Arany János Színház (Budapest Paulay Ede utca 35., 1997-ben Europa Nostra-díj), Petőfi Színház, Magyar Tudományos Akadémia reprezentatív előadó termei, Tivoli Színház, Gödöllői Kastély Szálló, Pápai Városi Bíróság, Károlyi-palota Budapest, Szegedi zsinagóga stb. rekonstrukciója, legutóbb az Andrássy út 23. sz. alatti Wahrmann-palota
- Szádvárért Baráti Kör 2006-ban alakult, lelkes munkájuknak köszönhetően a szlovák határ közelében, Szögliget körzetében álló Szádvár romja megközelíthetővé és látogathatóvá vált.
- Turai János a Váci Zsidó Hitközség elnöke, a Váci zsinagóga helyreállítójának megszervezője.
- Bezerédi Szent Vendel Alapítvány tevékeny közreműködésének köszönhetően történt a bezerédi Szent Vendel Kápolna külső helyreállítása, környezetének rendezése.
- Házsongárd Alapítvány, Kolozsvár, a Házsongárdi temető síremlékeinek megújítói, helyreállítói.
- Dr. Patla Károly a Pécsi Városszépítő és Városvédő Egyesület tagja, tevékeny közreműködésével segíti az értékmegőrző munkát.

### 2008
Az átadás helyszíne: Tapolca
- É. Kovács László helytörténész, Gömörszőlős helytörténeti gyűjteményének gyarapításáért, a helyi jellegzetességet magukon viselő parasztházak megmentésért és helyreállításáért.
- Gellér Ferenc építész, a Péterfia és Egymalom  utca több épületének, így Debrecen történeti városmagjának megóvásért, műemlékké nyilvánításának kezdeményezésért.
- Ilyés Gábor a Nyíregyházi Városvédő Egyesület titkára, történelemtanár, a Városvédő füzetek több számának írója, illetve szerkesztője. Helytörténész, helytörténeti író, fiatal kora ellenére több helytörténeti könyvvel gyarapította városát.
- Jakab György Sydneyben él, nyaranta látogat Magyarországra. Závodon vásárolt egy elhagyott lakatlan házat, melyet önerőből újított fel, állította eredeti díszeibe homlokzatát.
- Károlyi György és felesége a kastélyt építtető család sarja Párizsban nőtt fel, és turistaként látta először a fehérvárcsurgói kastély-együttest, melyet a kastélyparkkal együtt feleségével Angelicával  megmentettek a pusztulástól. Megjelentettek továbbá egy olyan Magyarország-térképet amely egyedülállóan összesíti a hazai történeti és botanikus kerteket.
- Kisvásárhely közössége – a község közigazgatásilag Mihályfához tartozik – a parányi falu iszlám közössége, a helyi önkormányzattal együtt – tehát muszlimok és keresztények összefogásával – a zalaegerszegi Mazsihiszt segítségével kezdtek dolgozni a zsidó temető felújításán amely tavaszra készült el. Munkájuk szép példa az összefogásra.
- Lovassy Klára építőmérnök, a veszprémi Magyar Építőipari Múzeum életben tartásáért tett munkájáért, továbbá  a Téglamúzeum megóvásáért, a kályhamester ház, és külvárosi ősgép-telep megóvásáért
- Magyar Villamosvasút-történeti Egyesület (MAVITE) a magyarországi közúti villamosvasutak és kötöttpályás közlekedési eszközök bemutatásaért, népszerűsítéséért, történetének kutatásáért.
- Nagy Gy. Róza nyugdíjas tanárnő, a helyi iskolában és Kisújszállás városért végzett kimagasló munkájáért. , helyi Városvédő és-Szépítő tábor szervezéséért, valamint a Város-és Faluvédők Szövetsége választmányi tagjaként végzett önzetlen munkájáért.
- Plestyák Károly erdészeti szakember, természetvédő, Piliscsaba természetvédelmi értékeire vonatkozó adatok gyűjtésért, Piliscsaba fasorainak újra fásításáért.
- Ulicza József és felesége a velencei Bech-kastély megvásárlása után kimagasló munkát végeztek feleségével a már életveszélyessé vált kastély rendbehozataláért,  a külső részeinek eredetinek megfelelő állapotba hozataláért, újra műemlékké nyilvánításáért.
- Városlőd település hihetetlen összefogása eredményeképp sikerült megmenteni az összedőléstől a település római katolikus templomát.
- Wienerberger Zrt. Jövővár pályázatukkal rendszeresen hozzájárulnak a hazai műemlék épületállomány helyreállításához, jelentősen hozzájárultak a TEGULARIUM életben tartásához, a Veszprémi alsóvárosi temető legszebb sír.emlékének az 1858-as Alois Miesbach Bécs melletti inzersdorfi téglagyárában terrakottából készült szobor helyreállításához.
- Zomborácz Pálné Mezőhegyes város páratlan, agrártörténeti épület-együtteseinek megóvása, védelme, átörökítése terén kifejtett kimagasló tevékenységéért.

### 2007
Az átadás helyszíne: Tata
- Bécs József, a pákai Öveges Emlékház létrehozásáért
- Bokor Jutta operaénekes, a Rákoshegyi Bartók Emlékház létrehozásáért, Bartók Béla egykori lakhelyének megmentéséért
- Csízmadia Zoltán a nemeshanyi Hary-malom helyreállításáért
- Hegyi János a pázmándi vízimalom rekonstrukciójáért
- Labossa Gusztáv elnökként a Nyíregyházi Városvédő Egyesületben betöltött több évtizedes munkájáért
- Makay Tamás  (építészmérnök), az értékvédelemmel kapcsolatban kifejtett tervező- és helyreállító munkásságáért
- Novák István Makó főépítésze, helyi értékek védelmének kidolgozásáért és dokumentálásáért
- Pap Judit Elza a kárászi Pajta színház tulajdonosaként kifejtett kulturális tevékenységéért
- Román János a soroksári városvédő csoport vezetőjeként a helyi értékek védelméért, hiánypótló helytörténeti művek kiadásáért
- Tanay Károlyné a Sümegi Városvédő és Szépítő Egyesület elnöke 20 éves kiemelkedő városvédő munkájáért
- Várady József kondói református lelkész saját kiadású egyház- és művészettörténeti könyvek elkészítéséért
- Kisvasutak Baráti Köre-Kemence a kemencei kisvasút (Kemencei Erdei Múzeumvasút) megmentéséért
- Klauzál Gábor Társaság a névadó Klauzál Gábor emléke méltó őrzéséért
- Közösen Apcért Egyesület a helyi zsidótemető felújításáért
- Kristály Városfejlesztési és Műemlékvédelmi Kht.a tatai pálmaház és környezete felújításáért
- Lavina Autó Kft. a váci Vörös Ház felújításáért

### 2006
Az átadás helyszíne: Békéscsaba
- Ágg Károly fotóművész, két évtizedes fotósmunkájáért, mellyel a főváros védendő értékeit örökíti meg
- Dr. Bene János muzeológus, a nyíregyházi Jósa András Múzeum igazgatója, helyi városvédő
- Fiegler András  a Kulturális Örökségvédelmi Hivatal szombathelyi irodájának vezetője, a Nyugat-Dunántúl épített értékeinek védelmezője
- Dr. Kósa László (történész, néprajzkutató, Gyula város díszpolgára, publikációival Békés megye és Gyula múltjának megismeréséhez járult hozzá
- Millisits Máté művészettörténész, az Öntödei Múzeum munkatársa, az épített örökség megőrzéséért végzett munkájáért, Budapest református templomainak felméréséért
- Dr. Nagy Károly nyugdíjas jogász, a BVE alapszabályának megfogalmazója, a budapesti Shakespeare-szobor felállításának kezdeményezője
- Nagy László Lázár grafikus, munkásságával a Ceglédi Városvédő és Szépítő Egyesület segítője
- Roszinszky Rudolfné építőmérnök, a BVE terézvárosi csoportjának vezetője, az Alpár Ignác Emlékbizottságban végzett munkájáért
- Vad Tivadar építési vállalkozó, több jelentős 20. század eleji épület felújítója, a Bedő-házban (V. Honvéd utca 3.) kialakított Magyar Szecesszó Háza kezdeményezője és létrehozója
- Dr. Patay Pál, a Magyar Nemzeti Múzeum régésze, campanologus, magyarországi harangok adataiból összeállított adatbázisáért
- K. Németh András a Paksi Múzeum régésze, az 1848-49-es szabadságharc Tolna vármegyei hősei sírjainak kutatója
- Béres István Gyula város főépítészeként a város értékeinek megőrzéséért, a Gyulai vár megőrzéséért végzett munkájáért
- Erőss Gábor (néprajzkutató) és Kopcsikné Gecse Mariann (ref. lelkipásztor) Gelej község épített értékeinek megőrzéséért végzett munkájukért
- Fényi Tibor Budapest, a Róth Miksa Emlékház igazgatója, az emlékház megnyitásának kezdeményezője, több éves kutatómunka elvégzője

### 2005
- Buzás Kálmán X. kerületi helytörténész, népművelő
- Gönczi Ambrus a Budapest IX. kerületi Ferencvárosi Helytörténeti Gyűjtemény vezetője
- Dr. Margócsy József Nyíregyháza
- Rosch Gábor építész, történész
- Draskovics György Nagykanizsa
- Papp Zoltán Tamás Tapolca
- Horváth Mária Stefánia Győr
- Dr. Kálmán Alajos kémikus, rákoshegyi lokálpatrióta
- Varga István Komárom
- Főtér televízióműsor szerkesztősége
- MÁV Nosztalgia Kft.
- Zoltán Alapítvány
- XII. Kiss János altábornagy u. 59. sz. lakóközössége
- Varga és Fiai kft.

### 2004
- Tóth József Tapolca
- Rabóczki László és Lászlóné Nyíregyháza
- Kováts Csaba Kapuvár
- Tarjányi Ferenc főkertész, okleveles kertészmérnök, növényvédő szakmérnök
- Fejér Gyula
- Derry Márta és Gombos László Röjtökmuzsaj
- Saly Noémi irodalomtörténész
- Dukrét Géza és a Partiumi és bánsági Műemlékvédő és emlékhely bizottság
- Péter I. Zoltán Nagyvárad
- Fűrészné Molnár Anikó Tatabánya
- Molnár Sándor Vaja
- Miklósi Sikes Csaba Csabrendek
- Csíkváry István Lovasberény
- Józsa András Cegléd
- Kisújszállási Református Egyházközség

### 2003
- Mayer László és Lászlóné
- Dr. György Lajosné
- Görföl Jenő Jelka
- Galajda József Beregszász
- Balázs Miklós Ernő
- Tóth Vilmos
- Dr. Virág Zsolt
- Lesti Sándor Bük
- Dr. Kőszeghy Attila Debrecen
- Bakonyiné Schubert Éva Gödöllő
- Závod község
- Káspár Hermina és Teréz
- Nagykanizsa megyei jogú város kórháza
- BETAFES (Plussz) Kft.

### 2002
- Dr. Bogárdi Mihály orvos
- Brenner Árpád nyomdaigazgató Nagykanizsa
- Dr. Czoma László, múzeumigazgató Keszthely
- Fabó Beáta levéltáros
- Horváth Tibor
- Kassai Béla Mezőhegyes
- Lengyelné Kiss Katalin
- Nagy Ferenc Csesznek
- Pesti László kertész Népliget
- Sós János Cegléd
- Szekrényes András Nyíregyháza
- ELECTROLUX LEHEL Kft.
- Magyar Olajipai Múzeum

### 2001
- Merza Péter, építőmérnök Nyíregyháza
- Barkó Antal
- Csabai Flóra, Budaörs
- Szarkáné Bíró Piroska, Szeghalom
- Dr. Czaga Viktória levéltáros
- Dr. Holló Szilvia Andrea muzeológus
- Dr. N. Kósa Judit újságíró
- Budapest Bank Rt.
- Jászberényi Aprítógépgyár Rt.
- Resonator Kft.
- Lindner Kft.
- Mérték Építészeti Stúdió

### 2000
- Bolla János Jászberény
- Jakkel Mihály Gyöngyös
- Dr. Csíkvári István és Czompó Zsuzsanna
- Halász Károly
- Végvári Annamária, M. Szűcs Ilona, Vajda Ferencné
- Sonkoly Károly
- M. Bugarszki Norbert
- Somodi Imre, Gereben Gábor és társai
- Dombrádi Városvédő és Városszépítő Egyesület
- Mohácsi Farostlemezgyár
- MÁV Nosztalgia üzeme

### 1999
- Dr. Fodor József, Nyíregyháza
- Lévai József György, Kaposvár
- Garbóci László, Budafok-tétényi városvédő, lokálpatrióta
- Belicza Kornél, a BVE alapító tagja
- Gorán Martinovics, mérnök
- Salamin Ferenc, építészmérnök
- Tari Miklós, MATÁV
- Bartha Alajosné, Csemő
- Zsoldos Ferenc, Nagykanizsa
- Kovács Árpád, Egervár
- Ivánfi Jenő, Sajógalgóc
- Füzes Péter, Orfű
- Dr. Janotti Judit, Lázár Gabriella, Hajducsek János
- DKG-EAST Rt.
- Exkluziv-Bau
- Városvédő Egyesület Ifjúsági Tagozat, Győr

### 1998
- Balázs Attila, szállodaigazgató, Parádsasvár
- Philipp Frigyes Vác város főépítésze
- Kurucz János, dr. Pogány Ferenc
- Dr. Persányi Miklós biológus, a Fővárosi Állat- és Növénykert főigazgatója
- Perlaki József és Klaudia, Bakonyszentmihály
- Bíró György Vác város környezetvédelmi referense
- Csókos Varga Györgyi, Etyek
- Mattyasovszky Zsolnay Tamás, BVE
- Buczkó József, Újfehértó
- Dr. Pellérdy Lászlóné, BVE
- Magyar Külkereskedelmi Bank Rt.
- V. Bródy Sándor u. 14. lakóközössége
- VI. Rippl Rónai u. 28 lakóközössége
- Intereurópa Bank V. Szabadság tér 15.
- CIB Bank, Andrássy út 70

### 1997
- Asztalos Tamás, Aszód
- Sörédi Pál, Csókakő
- Paál József, Szigliget
- Papp Imre, Sümeg
- Mátyás Irén, Zsámbék
- Hujber Gézáné, Sághi Gyuláné, Hédervár
- Kovács Mária, BVE
- Vízy László építész, festőművész, BVE
- Meggyes Miklósné, Esztergom
- Dr. H. Bathó Edit néprajzkutató, Jászberény
- Balázs Jánosné, Mártély
- Márkus János, Cegléd
- Törökbálinti Faluszépítő Egyesület
- Nagykanizsai Városvédő Egyesület
- Fonyódi Városvédő és Szépítő Egyesület

### 1996
- Kopár István
- Medveczky Géza a Debreceni Városvédő és -szépítő Egyesület alapító tagja
- Varga Eszter, Bőcs
- P. Orbán Imre Márk, ferences rendházfőnök
- Dr. Almássy Károly a tokaji Tokaji Ferenc Gimnázium igazgatója
- Karmazin József, Nagykanizsa
- Pusztai Pál
- Benedek Pálné
- Szontág Andor, Soós Sándor, Káhlesz Sándor
- Csíky Gábor, épületgépész mérnök
- Zsarnóczay István
- Jáky József Műszaki Szakközépiskola kollektívája
- BKV Építési Igazgatósága

### 1995
- Dr. Nagy György
- Balogh Éva
- Otruba István
- Dr. Del Medico Imre sajtólevelező
- Fodor József, Veszprém
- Lendik József
- Debreczenyi János Veszprém, megyei önkormányzat dolgozója, későbbi polgármester
- Lehmann István
- Haidecker Tamás
- Bonacker Ungarn Kft.,
- Dr. Sztrókay Erzsébet

### 1994
- Márta István zeneszerző, a kapolcsi Művészetek Völgye szervezője
- Tatár Dóra, Ónodi Béla üvegfestő mesterek
- Rózsa Gábor mérnök-muzeológus, szentesi városvédő
- Szabó Péter egyetemi adjunktus, kőszobrász-restaurátor
- Kerner Gábor építész, etnográfus
- Balogh Sándor
- Bató Géza
- Metzler Ottó
- Mödlné Roskovenszky Éva
- Antalné dr. Czétényi Piroska építészmérnök, műemléki szakértő
- Vígszínház
- Győri Városszépítő Egyesület

### 1993
- Fésű József György, Szob
- Majbó Gábor könyvelő, Balatonalmádi lokálpatrióta
- Márczis Márta tanító-népművelő, táj-és kertépítészmérnök
- Dr. Marton István
- Paál István
- Schuszter Ödön
- Varga Kálmán
- Vitkay Katalin a Budapest Városvédő Egyesület titkára

### 1992
- Horváth Győző
- Kincses Károly
- Csillag István
- Ghyczy Gabriella
- Tóth Imre
- Láng György étteremtulajdonos, Gundel étterem
- dr. Radó Dezső kertészmérnök-közgazdász
- Bartos Mihály közgazdász, Budafok-Tétényi lokálpatrióta, a Budapesti Városvédő Egyesület alapító tagja
- L. Szabó Tünde (Lőrinczné) építészmérnök
- Srágli Lajos
- Nagy István
- Ocsovszky László
- Brösztl Gyula

### 1991
- Csernus Lukács Lajos temetőkutató és Zsigmond János történész, temetőkutató
- Gulyás Katalin, dr. Heffenträger József, Macskássy Attila és Szabó Zoltán
- Dr. Szentpétery Tibor
- Dr. Winkler Gábor építész
- Széphegyi László
- Lőrinczy Sándor
- Magyarits András
- Lovrencsics Lajos Nagykanizsa
- Nyitrai András

### 1990
- Cs. Kiss Imre
- Csernus Ferencné
- Dercsényi Balázs
- Gálfi Zoltán és 10 társa
- Kabodi József
- Kiss Horváth Sándor és dr. Kovács István
- Maria Meier-Gresshoff
- Mészáros György
- Pinczésné Kiss Klára
- Vajgert György
- Dr. Vargha Dezső
- Törökbálinti Faluszépítő Egyesület

### 1989
- Debreczeni Kálmán
- Metalimpex Vállalat
- Németh András
- Szeidl István
- Végerer András
- Vertikum Kisszövetkezet VertiClean Szakcsoportja
- Werner Tibor
- Zsoldos Endre

### 1988
- Buza Péter
- Boross Péter és Péterfy László
- Csépány István
- Ghyczy Tamás
- Kandeláber Gmk.
- Komplex Nagyberendezések Vállalat
- Lizicsár Mihály tanár és tanítványai
- MÁV Tervező Intézet
- Papp Győző
- Répay Gábor és Kelemen Lajos
- Sitkei Gyula
- Edison és Hungária Szocialista Brigád
- Szabó Zoltán és Melocco Miklós
- Szántó Tibor és Baliga Kornél

### 1987
- Alba Regia Vállalat és Zalka István
- Mogürt és Dömötör Gergely
- Uniber és Pavelka György
- Czuk Ferenc és Tóth Árpád
- Szommer György
- Csanádi Gabriella
- dr. Heller György
- Tipity János
- Rajna György
- Micskó Júlia és Ferkai András
- Kovács Emil

### 1986
- KÖR Kőszobrász munkaközösség és Tóth Kálmán
- Nyírfa Szövetkezet
- Lovas Sándor
- Mahir Közterületi Osztály
- Mester Éva
- Fejér László
- Fejéregyházi Sándor
- VIII. Bródy Sándor u. 6. lakói
- V. Arany J. u. 15. lakói
- Takács Ákos
- Vákár Tibor

### 1985
- Ifj. Papp János
- Szöllősi Ferenc
- Benedek Miklós
- Varga Domokos és Borbély Zsigmond
- Farkas Gábor
- Pál Balázs
- Fischer József
- Török Ottó
- Heltai Nándor
- Solymosi Ottóné
- Tóth Mihály

### 1984
- Kenézlői Dózsa Mgtsz.
- Ferrodekor Kisszövetkezet
- Athéné Gmk.
- Kelendiné dr. Halászffy Éva
- Szécsi István
- MTV Elektron Szoc. Brigád
- Jerome René
- Bakos István
- VIII. ker. Kőris u. 10. lakói
- Berényi Gábor
- Székesfehérvér Tanácsa és Csutiné Schleer Erzsébet

### 1983
- Metrimpex
- Vajda Sándor és Jánosik János
- Burgert Péter
- Osváth Ákosné
- Nádas József Gyula rákospalotai pedagógus, helytörténész
- Pelényi Gyula és Bertók József
- Hegyi Mária és Ács Zoltán
- Kiss József

### 1982
- Wild László építészmérnök, Metróber
- Dalmy Tibor Budapesti Városvédő Egyesület
- Wlassics Zoltán és társai
- Erő Zoltán és építész hallgatók
- Üveges és Építőipari Szövetkezet
- VI. Szinyei Merse Pál utca 11. lakói
- XIII. ker. Pannónia utca 10. lakói
- V. ker. Váci utca 25. lakói